# روبين شرما
روبين شرما (بالإنجليزية: Robin Sharma) هو مؤلف ومدرب كندي في التنمية الذاتية و بناء القادة والتنمية البشرية والتطويرمن أصل هندي. كذلك له كتب مؤلفات ذائعة الصيت، منها “الراهب الذي باع سيارته الفيرارى“، وكتاب دليل العظمة.[بحاجة لمصدر]

## النشأة والمسيرة
ولد روبين شرما في 18 مارس 1965 في نيبال لوالدين هنديين. درس الحقوق في كندا وألف 11 كتابا ناجحا في التنمية الذاتية.

## الحياة الشخصية
متزوج وله ولدان كولبي وبيانكا.

## مؤلفاته
- رغد العيش، 1995[1]
- الراهب الذي باع سيارته الفيراري، 1998
  -  ترجمة: مكتبة جرير، 2014
- من الذي يبكي حين تموت، 1999
- حكمة القيادة من الراهب الذي باع سيارته الفيراري، 1999
- حكمة العائلة من الراهب الذي باع سيارته الفيراري، 2002
- اكتشف مصيرك مع الراهب الذي باع سيارته الفيراري، 2004
- دليل العظمة الجزء الأول، 2006
  -  ترجمة: مكتبة جرير، 2012
- الهامات يومية من الراهب الذي باع سيارته الفيراري، 2007
- دليل العظمة الجزء الثاني، 2008
  -  ترجمة: مكتبة جرير، 2010
- القائد الذي لم يكن له منصب، 2010
  -  ترجمة: مكتبة جرير، 2014
- الرسائل السرية من الراهب الذي باع سيارته الفيراري، 2011
- نادي الخامسة صباحًا، 2018
  -  ترجمة: مكتبة جرير
- بيان البطل اليومي، 2021
  - بيان بطل كل يوم: نشط إيجابيتك، وعظم إنتاجيتك، واخدم العالم، ترجمة: مكتبة جرير، 2022

## وصلات خارجية
- مقالات تستعمل روابط فنية بلا صلة مع ويكي بيانات

- الموقع الرسمي